# Umsteigebahnhof

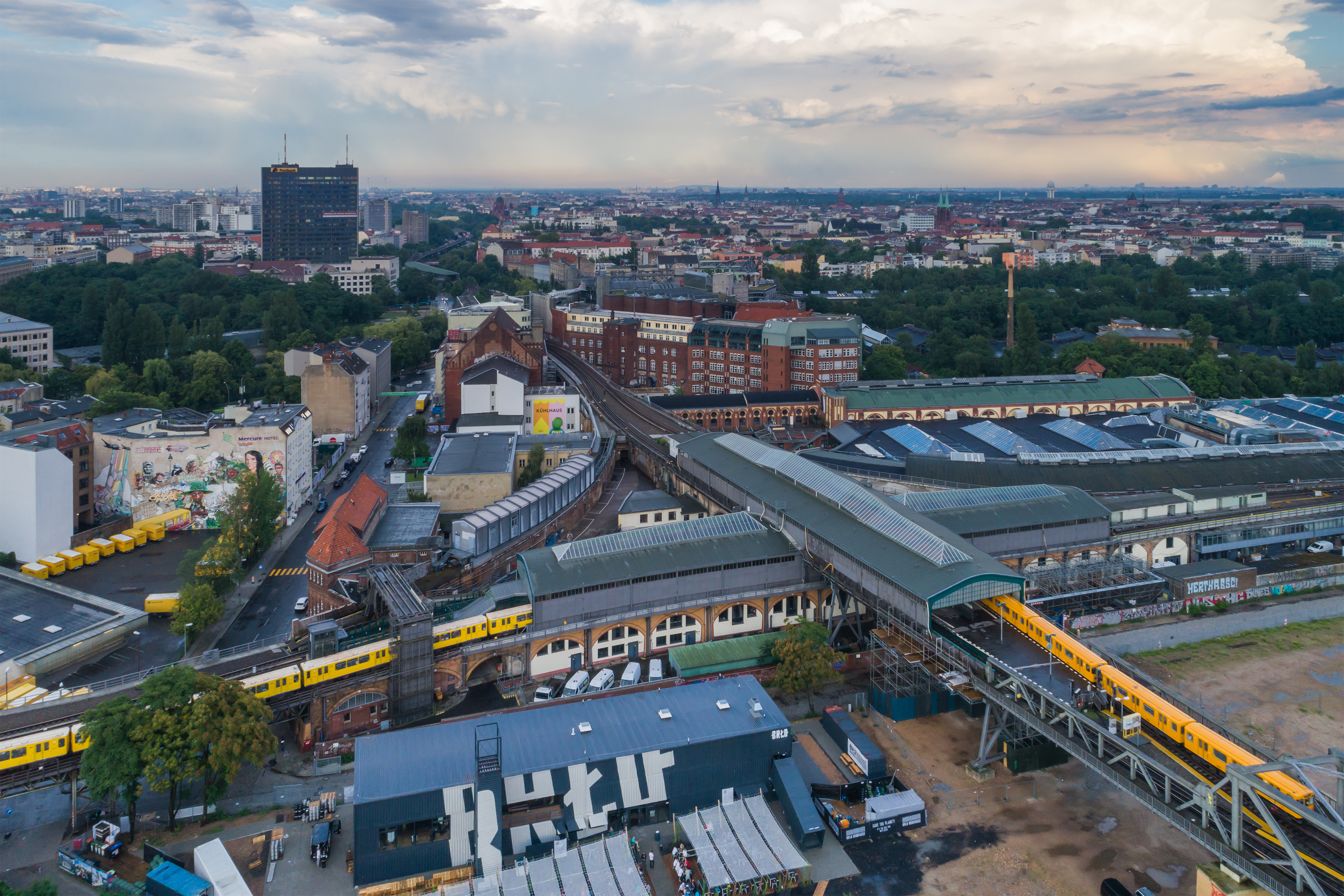
Umsteigebahnhof Gleisdreieck in Berlin, ein Turmbahnhof in Hochlage

Als Umsteigebahnhof wird ein Bahnhof bezeichnet, der das Wechseln von Verkehrsmitteln im öffentlichen Personenverkehr erlaubt. Der Begriff findet insbesondere in Netzen von U- und S-Bahnen Verwendung, bei Straßenbahnen spricht man von „Umsteigehaltestellen“. Umgangssprachlich werden auch Eisenbahnstationen so genannt, wie zum Beispiel „Der Bahnhof Münchberg ist der Umsteigebahnhof nach Helmbrechts“.

## Geschichte

Gleisanlagen unter der Pariser Place de l’Étoile mit den Stationen der Métrolinien 1 und 6 (horizontal)

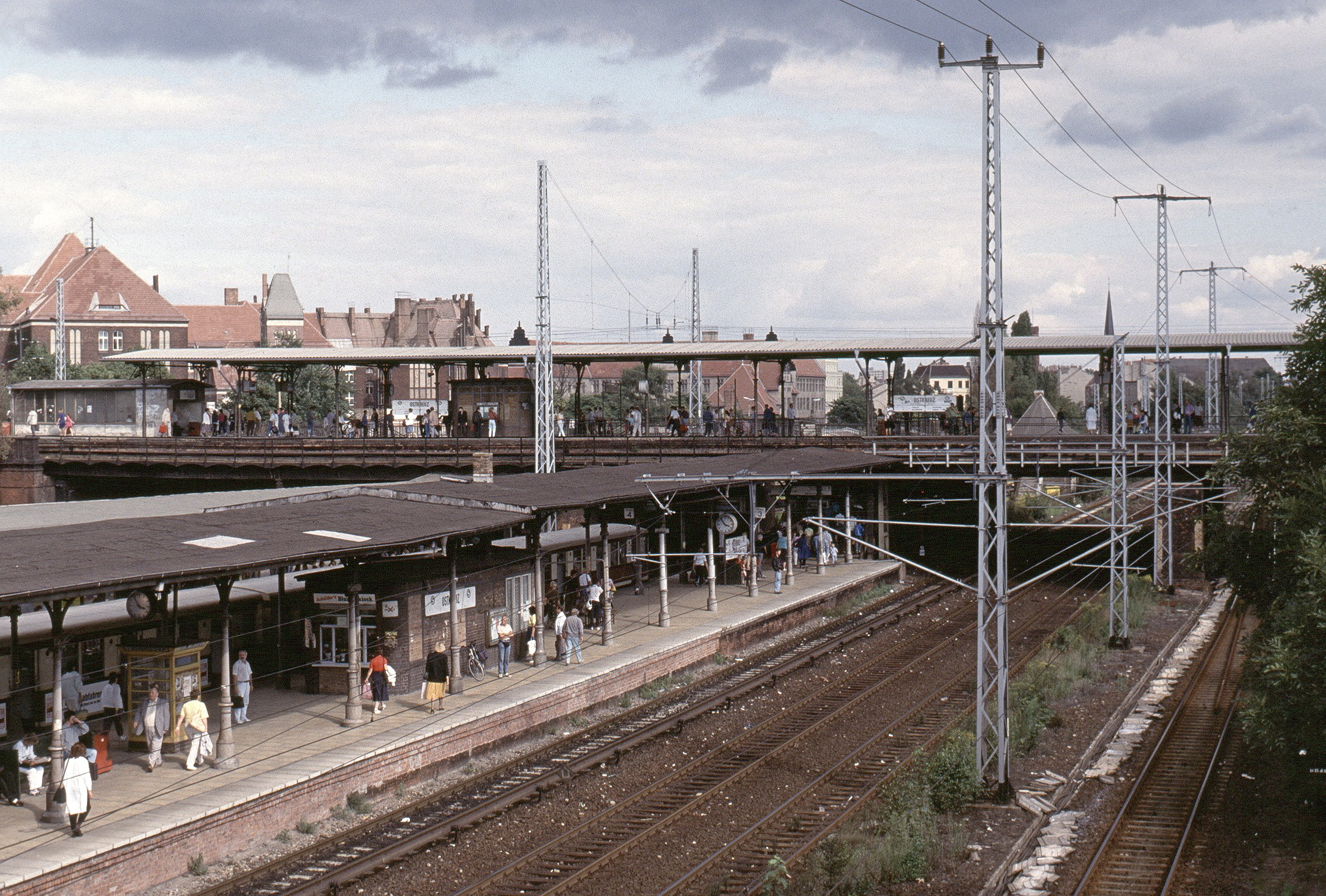
Ringbahnsteig F (oben) und Erkner-Bahnsteig E am Berliner Bahnhof Ostkreuz, 1991

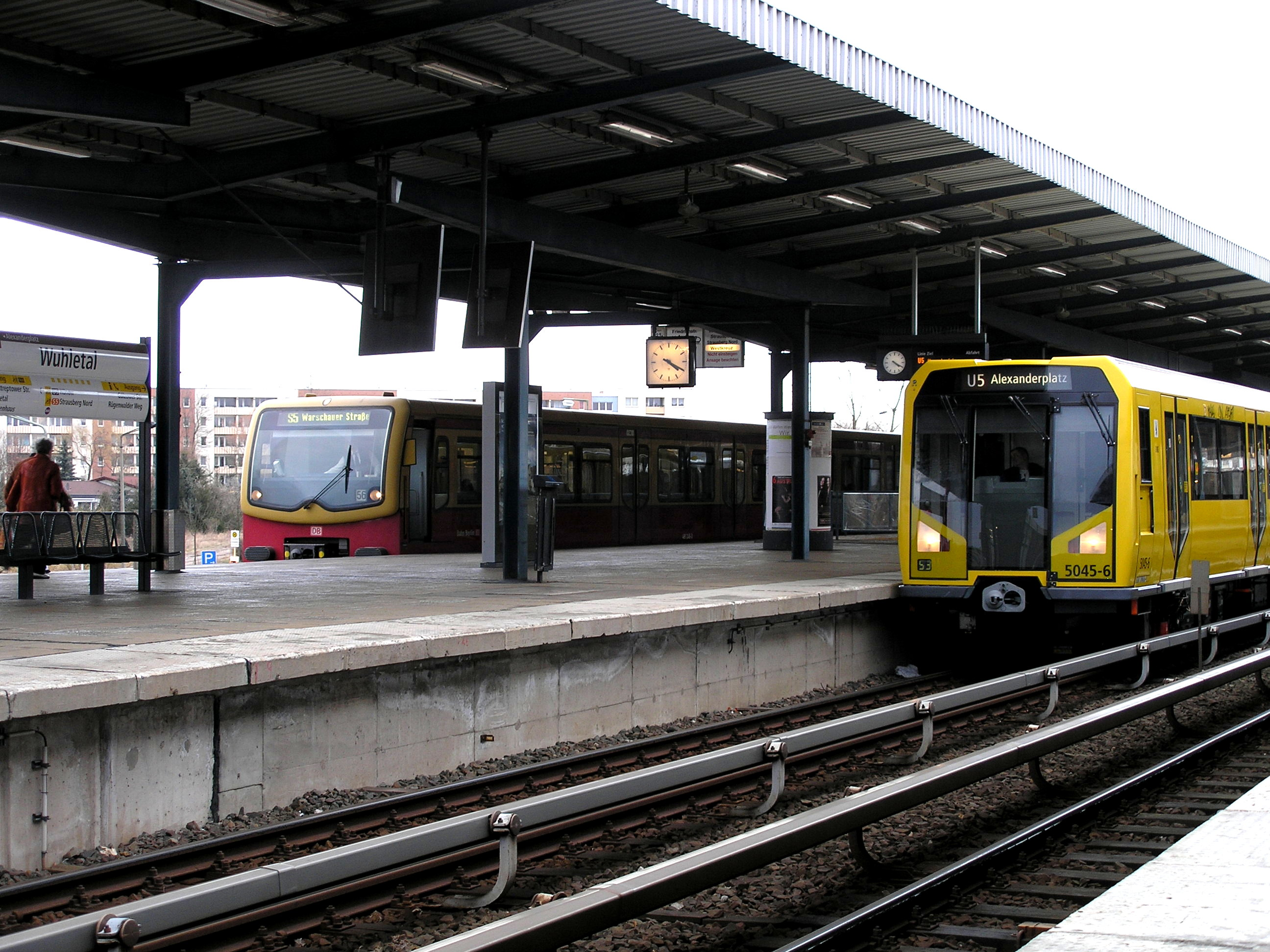
S-Bahn und U-Bahn halten im Bahnhof Wuhletal an gemeinsam genutzten Richtungsbahnsteigen

Umsteigebahnhöfe entstanden aus der Notwendigkeit heraus, den Fahrgästen das Wechseln zwischen zwei oder mehreren Linien des schienengebundenen Nahverkehrs zu ermöglichen. Im Jahr 1863 wurde in London die erste, noch mit Dampflokomotiven betriebene U-Bahn eröffnet. Die Eisenbahngesellschaft Metropolitan Railway (MetR) verkehrte dort auf einem Teil des Nordabschnitts der späteren Circle Line. 1868 eröffnete als zweite die Gesellschaft Metropolitan District Railway (MDR) eine Strecke, die heute zum Südabschnitt des Innenstadtrings Inner Circle gehört. Im Oktober 1884 wurde der Ring vollendet und von beiden Gesellschaften befahren. Da sie miteinander konkurrierten, spielten Umsteigemöglichkeiten zunächst nur eine untergeordnete Rolle.
Erster Umsteigebahnhof auf dem europäischen Festland war in Paris der U-Bahnhof Étoile der Métro. Ab dem 2. Oktober 1900 konnte dort von der Linie 1 zur kurzen Strecke nach Trocadéro, der Keimzelle der heutigen Linie 6, umgestiegen werden.
In Berlin entstand am Nollendorfplatz erstmals eine Umsteigemöglichkeit zwischen zwei separaten U-Bahn-Linien. Die im Dezember 1910 eröffnete Untergrundbahn der damals noch eigenständigen Stadt Schöneberg (heutige U-Bahn-Linie 4) traf dort auf die Station Nollendorfplatz der Stammstrecke der Berliner Hochbahngesellschaft. Allerdings handelte es sich zunächst um zwei räumlich getrennte Anlagen, einen auf einem Viadukt gelegenen Hochbahnhof und einem Unterpflasterbahnhof, die nur durch einen Fußgängertunnel miteinander verbunden waren. Erster „echter“ Umsteigebahnhof Berlins war der in der seinerzeit ebenfalls eigenständigen Stadt Charlottenburg gelegene U-Bahnhof Bismarckstraße (seit 1961: U-Bahnhof Deutsche Oper), wo man ab dem 29. März 1908 zwischen den Streckenzweigen nach Richard-Wagner-Platz und Reichskanzlerplatz wechseln konnte. Der erste tatsächlich auf Berliner Stadtgebiet errichtete Umsteigebahnhof der U-Bahn war Gleisdreieck in der Tempelhofer Vorstadt, der am 3. November 1912 zunächst als Provisorium eröffnet wurde.
Umsteigebahnhöfe existieren auch bei S-Bahn-Systemen. Der Bahnhof Ostkreuz der Berliner S-Bahn, ein Knoten zwischen den östlich von der Stadtbahn abgehenden Strecken und der Ringbahn, zählt zu den meistfrequentierten Bahnhöfen Deutschlands. Am Bahnhof Berlin Wuhletal kann seit 1989 quer über die Bahnsteige zwischen der S-Bahn und der U-Bahn umgestiegen werden.

## Arten von Umsteigebahnhöfen

### Umsteigen auf demselben Niveau

#### Einfachste Form
In London haben wir es nach wie vor mehrfach mit dem einfachsten Typ eines Umsteigebahnhofs zu tun: zwei oder mehr verschiedene Linien, die (zumindest teilweise) die gleiche Strecke auf denselben Gleisen befahren, nutzen die gleichen Bahnsteige. Dies ist aktuell z. B. an der Station Temple der Fall, die von der Circle Line und der District Line bedient wird und das Umsteigen zwischen den beiden Linien ermöglicht.
Auch in anderen Netzen werden U-Bahnstrecken meistens nicht linienrein betrieben. Bei der Berliner U-Bahn halten seit Mai 2018 zwischen den U-Bahnhöfen Warschauer Straße und Wittenbergplatz die Züge zwei verschiedener Linien an denselben Bahnsteigkanten. In Hamburg ist dieser Zustand mit der Eröffnung der U4 im November 2012 eingetreten.
Von Anfang an wurde hingegen das Netz der U-Bahn München mit U-Bahnhöfen errichtet, bei denen unterschiedliche Linien dieselben Gleise befahren. Ein Beispiel ist der U-Bahnhof Fraunhoferstraße, wo sich die Linien U1 und U2 sowie seit 2011 der Verstärkungslinie U7 die Gleise teilen.

#### Mehrgleisige Stationen

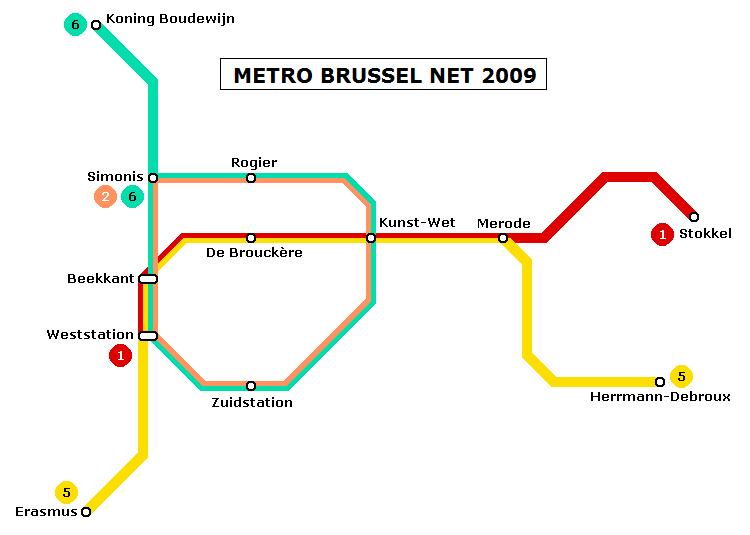
Plan der Metro Brüssel mit der Station Beekkant

Bahnhöfe, in denen sich Strecken teilen bzw. Linien treffen und / oder trennen, sind teilweise aufwändiger gestaltet. Es kommt vor, dass ein- und ausfahrende Züge an verschiedenen Bahnsteigen bzw. Bahnsteigkanten halten. In der Pariser Métrostation La Fourche halten die Züge in Richtung der Verzweigung an einer gemeinsamen Bahnsteigkante, die von den Ästen kommenden Züge haben aber jeweils einen eigenen Bahnsteig. Am Hamburger U-Bahnhof Volksdorf kommen die Züge von den Ästen an den beiden Kanten eines gemeinsamen Mittelbahnsteigs an, beim Umsteigen über Eck muss der Bahnsteig jedoch gewechselt werden. In der Station Beekkant der Metro Brüssel wurde dieses Problem (Umsteiger hauptsächlich über Eck) durch Linksverkehr auf einer der beiden Strecken gelöst.
Im Berliner U-Bahnhof Mehringdamm kann an zwei Richtungsbahnsteigen über die Bahnsteige hinweg zwischen den Zügen der Linien U6 und U7 umgestiegen werden. Entsprechendes gilt am fünfgleisigen U-Bahnhof Wittenbergplatz für die Linien U2 und U3. Dort verkehrt zudem die U1, die sich in Richtung Westen Gleis und Bahnsteigkante mit der U3 teilt, in der Gegenrichtung einen eigenen Bahnsteig auf demselben Niveau anfährt.

### Kreuzungsbahnhöfe

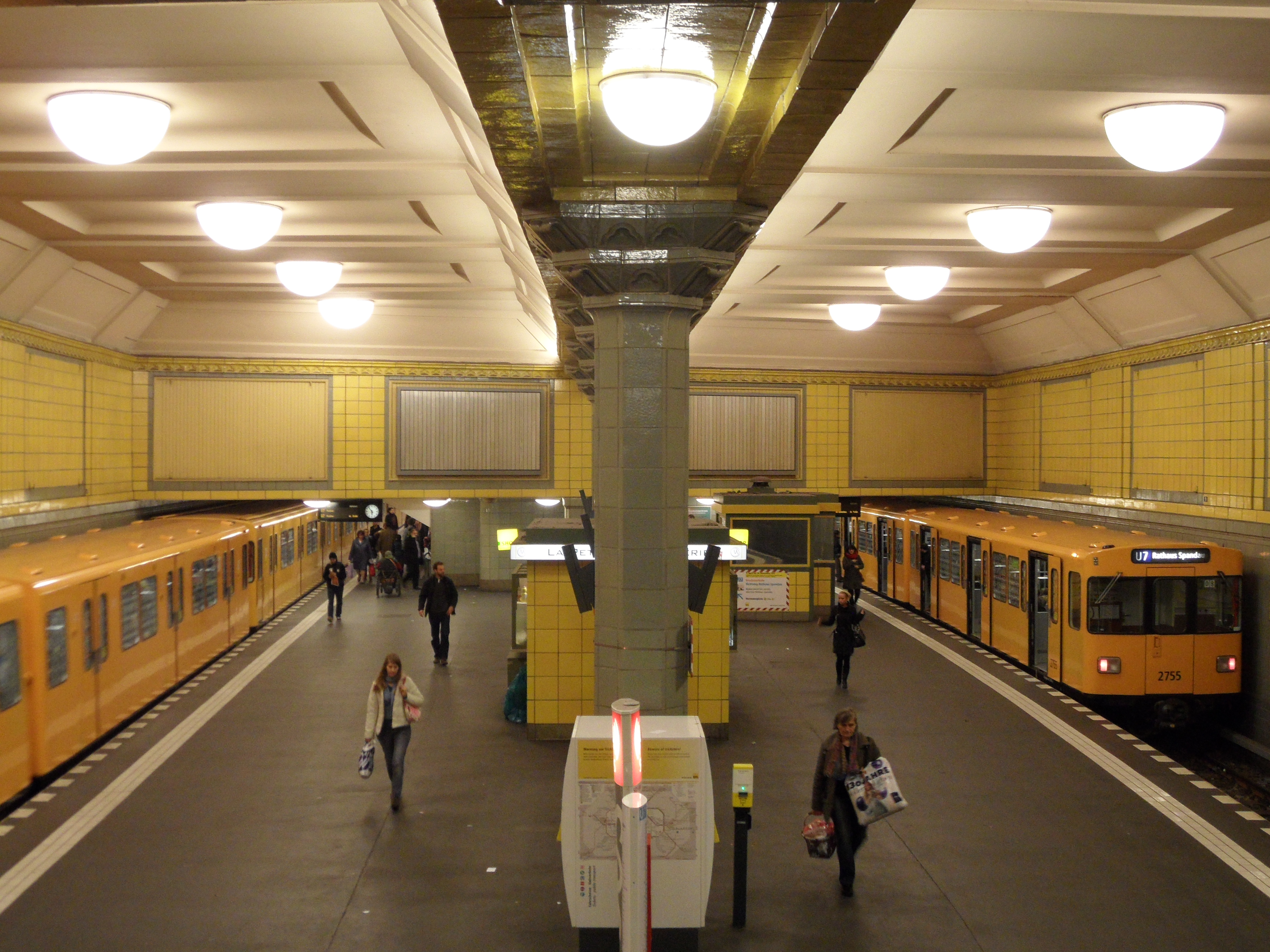
Berliner Station Hermannplatz der U7, darüber kreuzend das Stationsbauwerk der U8

Bahnhofskomplex Châtelet in Paris

Stationen an sich kreuzenden Strecken existieren in verschiedenen Formen. Die beiden Stationen des Pariser U-Bahnhofs Jussieu liegen parallel nebeneinander, erst weiter östlich der Station unterquert die Métrolinie 7 die Trasse der Linie 10.
Klassische Beispiele von Turmbahnhöfen sind die Berliner U-Bahnhöfe Gleisdreieck (zwei Hochbahnstationen) und Hermannplatz (zwei Tunnelstationen). Dort kreuzen sich zwei Strecken bzw. Linien nahezu rechtwinklig auf zwei übereinanderliegenden Ebenen. In beiden Fällen existierten (Gleisdreieck) bzw. existieren Betriebsgleise außerhalb der Stationsbereiche, die den Übergang von Fahrzeugen zwischen den jeweiligen Strecken ermöglichen.
Die Stationen der U-Bahnhöfe Hallesches Tor (ein Hoch- und ein Tunnelbahnhof), Kurfürstendamm und Stadtmitte (jeweils zwei Stationen im Tunnel) haben die Form eines „L“ mit zum Teil längeren Verbindungsgängen. Eine Besonderheit stellt der U-Bahnhof Gare d’Austerlitz in Paris dar. Dessen Station der Métrolinie 5 führt als Hochbahn rechtwinklig mitten durch die Bahnhofshalle des Fernbahnhofs Gare d’Austerlitz. Im Tunnel  L-förmig zur Hochbahnstation angeordnet liegt der Endbahnhof der Linie 10.
Im unterirdischen Kreuzungsbahnhof Mehringdamm, der ursprünglich als dreigleisiger Verzweigungsbahnhof konzipiert war, liegen die vier Streckengleise parallel nebeneinander. Oberirdisch entsprechend angelegt ist der oben erwähnte Bahnhof Berlin Wuhletal.

### Komplexe Bahnhofsanlagen
Ein Beispiel für eine mehrgleisige Station, deren Bahnsteige auf verschiedenen Niveaus liegen, ist der Berliner U-Bahnhof Nollendorfplatz mit drei Ebenen à zwei Gleisen. Dort kann im mittleren Niveau zwischen den Zügen der U1/U3 (Fahrtrichtung Osten) und der dort stumpf endenden U4 am selben Bahnsteig umgestiegen werden.
Einer der bedeutendsten Umsteigebahnhöfe Europas ist der Pariser U-Bahnhof Châtelet. Er wird von den Métrolinien 1, 4, 7, 11 und 14 bedient, die dort jeweils eigene Stationen besitzen. Hinzu kommt die Übergangsmöglichkeit zu den S-Bahn-ähnlichen RER-Linien A, B und D im verbundenen Bahnhof Châtelet - Les Halles.